# Bicol central
El bicol central, o bikol central, és la llengua més parlada a la regió de Bicol del sud de Luzon, Filipines. Pertany al grup de bicol de la costa, junt amb el viracnon. Es parla a la part del nord i l'oest de la província de Camarines Sud, i el segon districte de Camarines Nord, part est d'Albay, part del nord-est de Sorsogon, la població de San Pascual de Masbate, i la part del sud-oest de Catanduantes. La seva àrea lingüística es basa en el dialecte canaman.

## Dialectes del bicol central
El bicol naga, un dialecte del bicol de la costa basat en canaman, Camarines Sud i el fonament del bicol estàndard, junt amb bicol legazpi, basat en la ciutat de Legazpi, s'entenen completament per part dels parlants del bicol. Es parla en el primer i segon districte de Camarines Sud (excepte a Del Gallego, on els residents són majoritàriament parlants del tagal i a San Pascual, Masbate.
El bicol legazpi es parla a la costa oriental d'Albay i el nord de Sorsogon.
Altres dialectes comuns inclouen el bicol daet, que es parla a Daet i poblacions adjacents de Camarines Nord, i el bicol partido, que es parla al 4t districte de Camarines Sud i a Virac, San Andres i la part sud de Caramoran a Catanduanes.

### Comparació dialectal del bicol central
| Bikol central (dialecte estàndard del bicol de la costa a Canaman)          | Dialecte bicol naga                                                            | Dialecte bicol partido                                                     | Dialecte bicol legazpi                                                         | Dialecte bicol virac                                                          | Dialecte bicol daet                                                               | Llengua rinconada bicol (bicol continental)                                        | Llengua sorsoganon (bisakol)                                                      |
| --------------------------------------------------------------------------- | ------------------------------------------------------------------------------ | -------------------------------------------------------------------------- | ------------------------------------------------------------------------------ | ----------------------------------------------------------------------------- | --------------------------------------------------------------------------------- | ---------------------------------------------------------------------------------- | --------------------------------------------------------------------------------- |
| Tàdaw tà dài luminayog an gamgam ni Pedro dawà na dai nin kandado an hawla? | Tâno daw tà dài naglayog an gamgam ni Pedro dawà na mayò nin kandado si hawla? | Hadáw tà ê naglayog an gamgam ni Pedro máski na mayò nin kandado su hawla? | Natà daw ta dai naglayog an bayong ni Pedro máski na warâ ki kandado su hawla? | Ngatà daw tà dài nagḽayog an gamgam ni Pedro máski na dàing kandado su hawla? | Bakin daw kayâ dài naglupad ang gamgam ni Pedro máski na mayong kandado si hawla? | Ta'onō/Ŋātâ raw ta diri naglayog adtoŋ bayoŋ ni Pedro dāwâ ədâ ka kandādo su awlā? | Nakay daw kay diri naglupad an tamsi ni Pedro maski na wara san kandado su hawla? |

Com altres llengües filipines, el bicol compta amb un bon nombre de manlleus, principalment del castellà com a resultat dels 333 anys de domini espanyol de les Filipines. Es pot trobar per exemple suerte (sort), karne (carn), imbestigador (investigador), litro (llitre), pero (però) i krimen (crim). Una altra font de manlleus lingüístics és el sànscrit, amb paraules com ara hade (rei) i karma.

## Gramàtica

### Pronoms
|                             | Absolutiu | Ergatiu    | Obliquo      |
| --------------------------- | --------- | ---------- | ------------ |
| 1a persona singular         | akó       | ko         | sakuyà, sakô |
| 2a persona singular         | iká, ka   | mo         | saímo, sìmô  |
| 3a persona singular         | siyá      | niyá       | saíya        |
| 1a persona plural inclusiva | kitá      | niyatò, tá | satuyà, satô |
| 1a persona plural exclusiva | kamí      | niyamò, mi | samuyà, samô |
| 2a persona plural           | kamó      | nindó      | saindó       |
| 3a persona plural           | sindá     | nindá      | saindá       |

### Partícules
Com moltes altres llengües filipines, el bicol té un conjunt ric de partícules discursives.
- bagá – expressa dubte o vacil·lació
- bayâ – per donar una oportunitat a algú; insistència cortès
- dàa – (tagalog: daw) cita d'informació d'una font secundària
- daw – (tagalog: ba/kaya) partícula interrogativa
- garó – (tagalog: mukhang, parang) semblança o similitud. Català: «Se sembla a, és com si.»
- gáyo – «exactament»
- daing gáyo – «no exactament, en realitat no»
- gayód / nanggayod – (tagalog: bakâ) «potser»
- giráray / liwát – (tagalog: [m]uli) «un altre cop»
- kutâ (na) – «Desitjo que (passi alguna cosa/no passi alguna cosa)» ; «Si almenys ... (condicionalitat d'esdeveniments passats)
- lámang, lang / saná – (tagalog: lang) «sols, just
- lugód – desig que alguna cosa passarà, o expressió de rendició
- man – (tagalog: din, rin) «també» o «mai» (per exemple ano man «qualsevol cosa» o siisay man «qualsevol persona»)
- mûna / ngûna – (tagalog: muna) «primer» o «encara»
- na – (tagalog: na) «ara» o «ja»
- naman – (tagalog: naman) «un altre cop»
- nanggad  – (tagalog: talaga, nga) «realment, veritablement, absolutament» (afegeix un sentit de certesa)
- niyakò – «Jo ho vaig dir»
- nganì – expressa fe («Això no té remei») o un prec a d'altri perquè no insisteixin
- ngantig – informa de quelcom que hom ha dit a una tercera persona
- ngapit – «llavors», «en cas», «durant/mentre» (lapse de temps)
- ngayá – cortesia en demanar informació («a veure...»)
- pa – (tagalog: pa) «encara»
- palán – (tagalog: pala) expressa sorpresa o assabentar-se sobtadament
- pò – (tagalog: po) marcador de cortesia, tabì en alguns dialectes bicol
- túlos (-túlos) – (tagalog: agad-agad) «immediatament, de seguida»